# 欧洲文艺复兴时期货币
欧洲文艺复兴时期货币，是指从公元15世纪末地理大发现到公元19世纪欧洲各国中央银行普遍发行流通纸币为止。这一时期，欧洲各国的经济贸易紧密，并且殖民开拓了全世界市场，但这一时期的货币还是以金银铸币为主。

## 历史
欧洲古代货币，起源于古罗马的质量度量单位：罗马磅，约为328克。拜占庭磅略轻，约为317克。欧洲的金银货币基本上都是从“磅”为基准，按照不同的进制细分而导出。

### 1：12进制盎司体系
1磅等于12盎司。
1486年，神圣罗马帝国铸造了十字银币（Kreuzer）。不久，明确了货币兑换关系为：
1 基尔德(Gulden)金币=1盎司白银=1金格罗申银币=72"十字银币"(Kreuzer)
但是由于金价上涨，基尔德金币与金格罗申银币很快不再等值。金格罗申的重量几乎等于1盎司，因此也被称之为"guldiner"、"guldiner"。随后，规定了银币兑换关系：
1金格罗申银币=24格罗申银币=60十字银币=240芬尼(Pfennig)
但是，15世纪末，欧洲银币从中世纪不断减轻质量的劣币演化方向革命性的转变为以大型铸币为主，一直到第一次世界大战前都在中部欧洲流通使用3.5克重的杜卡特、佛罗林金币与重1盎司(27.2克)的塔勒(thaler)银币。16世纪，1科隆马克(233.856克)等值于9塔勒。
1塔勒=12"十字银币"
1690年，莱比锡货币协定确立了1塔勒重25.9克，等值于1/12科隆马克。
在近代中国广泛流通的银圆，重量與含銀量為西班牙國王腓迪南制定，當時每枚銀幣之標準重量為27.468克，成色93.055%，即含銀25.56克。後改為成色90.2%，即含銀24.76克，亦是源自盎司体系。

### 1：20：240进制（先令-便士体系）

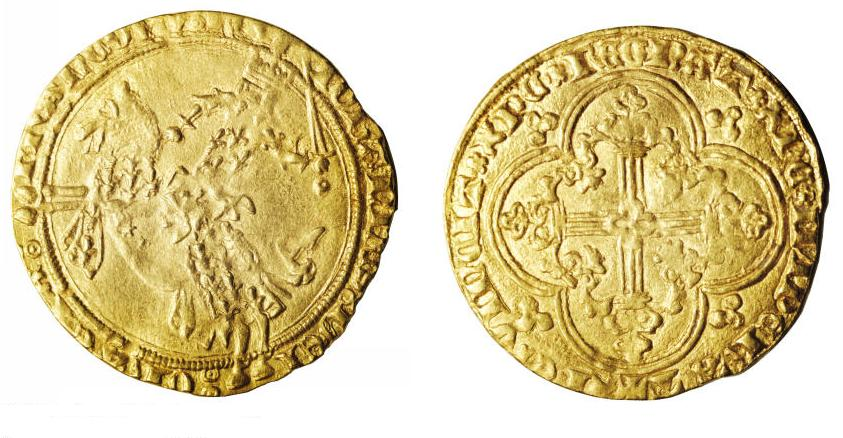
法国法郎金币

法国大革命之前上千年采用1里弗尔（livre）=20蘇爾(sol)=240第納爾(denier)的货币体系。公元9世纪时的查理曼创设了里弗尔，1里弗尔等于1罗马磅白银。直到12世纪，法国仅仅铸造流通了第納爾银币，里弗尔与蘇爾仅是纸面上的会计记账单位，特别是里弗尔至少到1805年还是法国出售法属路易斯安那给美国的价格单位。1203年，腓利二世从英格兰手中夺取控制了图赖讷，随后以“图赖讷里弗尔(livre tournois)”，或称“图尔磅”(Tours pound))，作为法国的标准货币单位。 1266年，法王路易九世开始铸造金埃居。1337年铸造的金埃居重4.53克，等值于20-25图赖讷蘇爾，可见这在当时基本上是等值于1图赖讷里弗尔。此后，金埃居的含金量不断下调，这反映了金银比价的变化趋势。1360年1641年，法国铸造了等值于1图赖讷里弗尔的法国法郎金币，含3.87克金。1640年，路易十三货币改革，用6.75克的金路易取代了法国法郎与实际在法国广泛流通的西班牙埃斯库多金币，1个金路易等值于4银埃居；铸造流通大型银币埃居，1个银埃居等值3图赖讷里弗尔；铸造流通铜币里亚(liard)，等值于3个第納爾，这时，法国的货币体系：
1银埃居=3法国法郎=3图赖讷里弗尔=60苏=240里亚铜币
1701年，法国首次开始发行纸币，纸币面额是图赖讷里弗尔。1715年，蘇爾改称“苏”(sous). 由于纸币滥发，导致发钞银行Banque Royale于1720年垮台。1726年，法王路易十五推行货币稳定改革，规定：
1金路易=4银埃居=24里弗尔(记账单位)=480苏(铜币)=1920里亚(铜币)
里弗尔仍然没有实体铸币。此外，还流通2路易金币、半路易金币、½埃居银币、¼埃居银币、⅛埃居银币、2苏铜币、2里亚铜币。1776年起，再次开始发行里弗尔纸币。到了法国大革命前，1里弗尔含银4.505克，所以第納爾含银0.0188克就微乎其微了，因而第納爾(denier)的词义发展为"微不足道的数目、九牛一毛"。
英镑1971年之前的先令体系也是引用自法国的里弗尔體系：
1镑=20先令=240便士=960法新(farthing)
1个银便士约重1.5克。公元1158年，英格兰的纯银币(99.9%)改为硬度大为提高含银量(92.5%)，这被称为先令银(sterling silver)，这一含银量一直使用到20世纪。一直到1816年英国战胜拿破仑，才从银铸币体系改为金本位。1400年，英王亨利四世把银便士减低到0.97克，1464年银便士降低到0.78克。1526年，规定1镑=1金衡磅=373克。1544年开始铸造1/3银与2/3铜的先令，因而1镑银可以铸造60先令，被称作"60-shilling standard"。1663年，开始出现了金币"畿尼(Guine)"，到1717年稳定在1畿尼=1.05镑=21先令。1694年成立英格兰银行，开始发行纸币。
意大利里拉、西班牙dinero、葡萄牙dinheiro均是在中世纪开始模仿此一体系。

### 1：10：100十进制体系
法国大革命后，1795年法国改用十进制货币体系：
1 法郎franc = 10 角decimes = 100 分centimes
1法郎银币含4.5克银。法国官方规定1法郎兑换1里弗尔3旦尼尔。
1971年，英镑／先令／便士改制为十进制体系，自此100新便士等於1英鎊，即5新便士等於舊制1先令。

### 西班牙的八进制体系
1多布隆(Doubloon)=2埃斯库多金币=4西班牙银圆=32里亚尔银币
1多布隆金币重6.77克。